# Lægben
Lægbenet (lat. fibula) er en rørknogle der sammen med skinnebenet (tibia) udgør underbenets knogler. Skinnebenet er en kraftig knogle, mens lægbenet er en tyndere knogle. Begge knogler går fra ankelleddet og op til knæet. 
Fibula er den udvendige (laterale) af de to underbensknogler. Sammenlignet med skinnebenet er lægbenet forskudt væk fra kroppen, så lægbenet starter lidt længere væk fra centrum af kroppen, men når længere ud (den når ikke så højt proximalt som skinnebenet, men længere distalt). Lægbenet er en spinkel knogle med et tyndt skaft og to mindre fortykkede, afrundede ekstremiteter.
Lægbenets primære funktion er støtte til stabiliteten ved ankelleddet.